# جام ولیعهد کویت
جام ولیعهد کویت (به عربی: كأس ولي العهد الکويتي) یک جام فوتبال در کشور کویت می‌باشد. القادسیه با ۸ عنوان قهرمانی٬ پرافتخارترین باشگاه در این مسابقات به حساب می‌آیند. این جام در سال ۱۹۹۴ برای اولین بار برگزار شده است.

## برندگان گذشته
- ۱۹۹۴ : الکویت
- ۱۹۹۵ : کاظمه
- ۱۹۹۶ : العربی
- ۱۹۹۷ : العربی
- ۱۹۹۸ : القادسیه
- ۱۹۹۹ : العربی
- ۲۰۰۰ : العربی
- ۲۰۰۱ : السالمیه
- ۲۰۰۲ : القادسیه
- ۲۰۰۳ : الکویت ۳-۰ العربی
- ۲۰۰۴ : القادسیه ۲-۱ الکویت
- ۲۰۰۵ : القادسیه ۱-۱ الکویت (۳-۱ پنالتی‌ها)
- ۲۰۰۶ : القادسیه ۲-۲ الکویت (۳-۲ پنالتی‌ها)
- ۲۰۰۷ : العربی ۱-۰ کاظمه
- ۲۰۰۸ : الکویت ۱-۰ القادسیه (و.ا)
- ۲۰۰۹ : القادسیه ۱-۱ الکویت (۵-۳ پنالتی‌ها)
- ۲۰۱۰ : الکویت ۲-۲ العربی (۳-۲ پنالتی‌ها)
- ۲۰۱۱ : الکویت ۲-۱ خیطان
- ۲۰۱۲ : العربی ۰-۰ القادسیه (۴-۱ پنالتی‌ها)
- ۲۰۱۳ : القادسیه ۳-۱ العربی
- ۲۰۱۴ : القادسیه ۲-۱ العربی

## قهرمانی‌ها

### باشگاه‌ها
| باشگاه   | تعداد قهرمانی |
| -------- | ------------- |
| القادسیه | ۸             |
| العربی   | ۶             |
| الکویت   | ۵             |
| کاظمه    | ۱             |
| السالمیه | ۱             |